# Schizolaena microphylla
Schizolaena microphylla là một loài thực vật có hoa trong họ Sarcolaenaceae. Loài này được H.Perrier miêu tả khoa học đầu tiên năm 1925.